# بانياني (بوسانسكا كروبا)
بانجاني (بالصربية السيريلية: Бањани) هي قرية في البوسنة والهرسك. وهي تقع في بلدية بوسانسكا كروبا التابعة لكانتون يونا-سانا في اتحاد البوسنة والهرسك. طبقا لنتائج تعداد البوسنة عام 2013، فقد بلغ عدد سكانها 353 نسمة.

## التركيبة السكانية

### التطور التاريخي للسكان
| 1961 | 1971 | 1981 | 1991 | 2013 |
| ---- | ---- | ---- | ---- | ---- |
| 927  | 708  | 537  | 501  | 353  |

## وصلات خارجية
- (بالإنجليزية) Maplandia